# 鸽岛 (圣卢西亚)
鸽岛（Pigeon Island）是位于圣卢西亚北部的一個島嶼，面积為18万平方米。1972年，该岛经施工（堤路）与圣卢西亚本岛的西海岸相连  :22。在此之前，鸽岛一直孤立于圣卢西亚本岛。鸽岛上有两座山峰，岛上亦有一些历史上的要塞遗迹，如一座建于18世纪的英军要塞和罗德尼要塞（Fort Rodney），二者均被英方用于监视来自相邻的馬提尼克的法国船只。1979年，鸽岛被划定为国家公园。如今，鸽岛是圣卢西亚爵士音乐与艺术节（Saint Lucia Jazz and Arts Festival）的主办场地。

## 历史
在鸽岛上发现的阿拉瓦克人和加勒比人制作的物件大约可追溯至公元前1000年。16世纪中叶，一个叫弗朗索瓦·勒克莱尔的法国海盗把鸽岛当成了自己的基地。英格兰商人纳撒尼尔·乌林于1722年首次登岛。
1779至1782年间，英海军上将第一代羅德尼男爵喬治·布里奇斯·羅德尼率军占领鸽岛，並在該島修筑了罗德尼要塞。为扫清视野，罗德尼下令将岛上所有树木全部砍伐。罗德尼能够从岛上的最高峰信号山（Signal Hill）观察法国海军在马提尼克岛上的基地王家要塞（Fort Royal，今法兰西堡）。1782年，罗德尼海军上将从鸽岛出航，率军与法军舰队交战，最终获胜，此役即桑特海峡战役。
1808年，英方在岛上修建了两所带厨房的營房，一直使用到1901年。同年，英方还在岛上为指挥官修建了住处，此外還修建了一座军官食堂。  :69–74
美总统富兰克林·德拉诺·罗斯福曾于1940年12月8日参观了鸽岛地区。1941年，美海军在圣卢西亚岛的羅德尼灣修建了一座海军航空兵基地，并将鸽岛作为通讯站使用。1947年6月1日，海军航空兵基地被撤除。  :24–25